# پیتر انگلر
پیتر انگلر (انگلیسی: Peter Engler؛ زادهٔ ۳ سپتامبر ۱۹۳۶) بازیکن فوتبال اهل آلمان است.
از باشگاه‌هایی که در آن بازی کرده‌است می‌توان به باشگاه فوتبال هرتابرلین، باشگاه فوتبال تاسمانیا ۱۹۰۰ برلین، باشگاه فوتبال لوزان-اسپورت، و باشگاه فوتبال نورنبرگ اشاره کرد.